# Otto von Alvensleben
Otto Konstantin Udo Karl Werner von Alvensleben (* 9. September 1877 in Stargard (Pommern); † 4. März 1945 in Koseeger (Pommern)) war ein deutscher Marineoffizier, zuletzt Kapitän zur See der Kriegsmarine, und Reichskommissar der Seeämter Emden und Brake.

## Leben
Otto von Alvensleben war ein Sohn von Udo Friedrich Heinrich Wilhelm Kamill von Alvensleben (1839–1909) und von Helene Eleonore von Waldow, verwitwete von Lützow (1843–1916).
Nachdem Otto von Alvensleben die Kadettenanstalt in Plön besucht hatte, trat er am 7. April 1896 in die Kaiserliche Marine ein. Am 15. März 1902 wurde er erst zum Oberleutnant zur See und am 12. April 1913 zum Korvettenkapitän befördert. Hier diente er u. a. bis November 1914 als Erster Offizier auf dem Panzerdeckskreuzer Vineta. In der gleichen Position kam er anschließend bis April 1916 erst auf das Linienschiff Preußen und dann bis März 1918 auf den Großer Kreuzer Seydlitz. Mit der Seydlitz hatte er an der Seeschlacht vor dem Skagerrak teilgenommen und erhielt als Besatzungsmitglied das Eiserne Kreuz I. Klasse verliehen. Er war bis Kriegsende letzter Kommandant des Kleinen Kreuzers Stuttgart.
Nach dem Krieg wurde er am 24. März 1919 aus der Marine entlassen. Am 27. Januar 1920 erhielt er den Charakter als Fregattenkapitän verliehen.
Von mindestens 1935 an war er bis Juli 1941 als Kapitän zur See a. D. in Emden Reichskommissar bei den Seeämtern Emden und Brake. Von Juli 1941 bis Oktober 1943 war er dann als Kapitän zur See z. V. in der Kriegsmarine Chefs der Kriegsmarinedienststelle Stettin. Anschließend kam er bis 31. Juli 1944 in die Führerreserve. Am 31. Juli 1944 wurde die z.V.-Stellung aufgehoben.
Als die Sowjetarmee am 4. März 1945 Koseeger besetzte, erschoss der Gutsbesitzer Carl von Waldow (* 1878) erst sein Pferd, dann seine Frau Hedwig, geb. von Puttkamer (* 1876) und dann sich selbst. Otto von Alvensleben, welcher zu einer Konfirmation auch auf dem Gutshof weilte, beging ebenfalls Selbstmord.
Am 29. Januar 1916 hatte er in Hildesheim Ursula Christa Frommann (1894–1965) geheiratet.